# Madonna di Loreto
Madonna di Loreto, ook Madonna dei Pellegrini genaamd, is een schilderij van Caravaggio. Het werk kwam tot stand tussen 1604 en 1606 en wordt normaal gezien bewaard in de Cavalettikapel van de Sant'Agostinobasiliek in Rome.
Het schilderij was van 19 september 2014 tot 14 december 2014 te bezichtigen in het MAS in Antwerpen in het kader van de tentoonstelling 'Heilige Plaatsen Heilige Boeken'.

## Geschiedenis
De familie Cavaletti bestelde de Madonna di Loreto bij Caravaggio voor de familiekapel in de basiliek Sant'Agostino nabij de Piazza Navona in Rome. Het werk wordt sindsdien bewaard in diezelfde kapel waarvoor het ontworpen is.

## Beschrijving
Het werk is geïnspireerd door een lokale legende die van Loreto een Mariabedevaartsoord maakte. Het schilderij toont een verschijning van Maria, blootsvoets afgebeeld met de naakte baby Jezus op de arm, aan twee geknielde, biddende pelgrims. De pelgrims, een man en een vrouw, zijn als dusdanig herkenbaar aan de stok die ze bij zich hebben, en blijken boeren te zijn, te zien aan hun kledij.
Een prostituée evenals geliefde van de schilder, Lena Antognetti, stond model voor de Madonnafiguur.
De zieke Bacchus (ca. 1594) · Jongen met een fruitmand (ca. 1593-95) · Een jongen gebeten door een hagedis (1595-96) · Medusa Murtola (ca. 1595) · Bacchus (ca. 1596) · Medusa (ca. 1597) · Judith onthoofdt Holofernes (1598-99) · Narcissus (1598-99) · De roeping van Matteüs (1599-1600) · Het martelaarschap van Matteüs (1600) · Avondmaal in Emmaüs (versie in Londen) (1601-02) · Amor vincit omnia (1601-02) · Johannes de Doper (versie in de Capitolijnse Musea) (1602) · Matteüs en de engel (1602) · De gevangenneming van Christus (ca. 1602) · De Graflegging (ca. 1603–1604) · Rozenkransmadonna (ca. 1604–1605) · Madonna di Loreto (1604-06) · Madonna van de palfreniers (1605-06) · De heilige Hiëronymus (1605-06) · Avondmaal in Emmaüs (versie in Milaan) (1606) · Zeven werken van barmhartigheid (1607) · De onthoofding van Johannes de Doper (1608) · De begrafenis van de heilige Lucia (1608) · De aankondiging (1608-1610) · Geboorte van Christus met de heiligen Laurentius en Franciscus van Assisi (1609) · Aanbidding der herders (1609) · David met het hoofd van Goliath (versie in Rome) (1609-10)